# Carry Fire
Carry Fire är ett musikalbum från 2017 av Robert Plant utgivet på skivbolaget Nonesuch Records. Albumet är Plants elfte studioalbum och det andra han gjort med gruppen The Sensational Space Shifters. På sidan Metacritic har albumet ett samlat betyg på 84/100, vilket indikerar "universellt erkännande".

## Låtlista
(upphovsman inom parentes)
1. "The May Queen" (Robert Plant, Justin Adams, John Baggott, Billy Fuller, Liam Tyson) - 4:14
2. "New World..."	(Plant, Baggott, Fuller, Dave Smith, Tyson) - 3:29
3. "Season's Song" (Plant, Adams, Baggott, Fuller, Tyson) - 4:19
4. "Dance with You Tonight" (Plant, Adams, Baggott, Fuller, Smith, Tyson) - 4:48
5. "Carving up the World Again... A Wall and Not a Fence"	(Plant, Adams, Baggott, Fuller, Tyson) - 3:55
6. "A Way with Words" (Plant, Adams, Baggott) - 5:18
7. "Carry Fire" (Plant, Adams, Baggott, Fuller, Smith, Tyson) - 5:28
8. "Bones of Saints" (Plant, Adams, Fuller, Smith, Tyson) - 3:47
9. "Keep It Hid" (Plant, Adams, Baggott) - 4:07
10. "Bluebirds over the Mountain" (med Chrissie Hynde) (Ersel Hickey) - 4:58
11. "Heaven Sent" (Plant, Adams, Baggott, Fuller, Smith, Tyson) - 4:39

## Listplaceringar
- Billboard 200, USA: #14[2]
- UK Albums Chart, Storbritannien: #3[3]
- Finland: #10[4]
- VG-lista, Norge: #9[5]
- Sverigetopplistan, Sverige: #12[6]